# دیوار (مجموعه‌داستان)
دیوار (به فرانسوی: Le Mur) نام یک کتاب ادبی است که توسط ژان پل سارتر، نویسندهٔ اهل فرانسه نوشته شده‌است. این کتاب یکی از آثار مشهور ادبی جهان است.
این کتاب از چند مجموعه داستان تشکیل شده است که به ترتیب عبارتند از: دیوار، اتاق، هروستراتوس، صمیمیت، و کودکی یک رهبر.
چند مترجم این اثر را به فارسی ترجمه کرده‌اند: پرویز شکیب (تهران: شهریار، بی تا.)، صادق هدایت (۱۳۲۴)، داریوش سیاسی (۱۳۴۹) و ابوالحسن نجفی (در گزیدة داستانهای‌کوتاه نویسندگان معاصر فرانسه. ۱۳۶۶) .